# Ядвий
Ядвий — река в России. Левый приток реки Зырянская Ежуга.
Длина реки составляет 37 км.
Течёт по лесной болотистой местности. Верхнее и нижнее течения реки находятся на юго-востоке Пинежского района Архангельской области, нижнее — на северо-западе Удорского района Республики Коми. Впадает в Зырянскую Ежугу на высоте 83 м над уровнем моря.
Притоки (км от устья):
- 7 км: река Марьегорка (лв)[3].

## Данные водного реестра
По данным государственного водного реестра России относится к Двинско-Печорскому бассейновому округу, водохозяйственный участок реки — Мезень от истока до водомерного поста у деревни Малонисогорская. Речной бассейн реки — Мезень.
Код объекта в государственном водном реестре — 03030000112103000047948.